# Josephine Sticker
Josephine Sticker (Vienna, 7 luglio 1894 – 10 settembre 1963) è stata una nuotatrice austriaca.

## Palmarès

### Olimpiadi
- Bronzo a Stoccolma 1912 nella staffetta 4x100 metri stile libero.